# Ковачица (Лопаре)
Ковачица је насељено мјесто у Босни и Херцеговини, у Тузли, које припада ентитету Федерација БиХ. Према попису становништва из 1991. године у насељу је живјело 464 становника. 2019. године село има само 26 житеља, махом старијих особа.

## Историја
Насеље Ковачица се до рата у Босни и Херцеговини (1992–1995) у цјелини налазило у саставу општине Тузла.

## Становништво
| Националност       | 2019. | 2013. | 1991. | 1981. | 1971. | 1961. | 1953. | 1948. |
| Срби               | 24    | 27    | 431   | –     | –     | –     | –     | –     |
| Југословени        | -     | –     | 18    | –     | –     | –     | –     | –     |
| Муслимани          | 2     | 2     | 6     | –     | –     | –     | –     | –     |
| остали и непознато | -     | –     | 9     | –     | –     | –     | –     | –     |
| Укупно             | 26    | 29    | 464   | –     | –     | –     | –     | –     |

| Демографија | Демографија | Демографија |
| Година      | Становника  | Становника  |
| ----------- | ----------- | ----------- |
| 1991.       | 464         |             |
| 2013.       | 29          |             |